# Pešić
Pešić (ćirilicom: Пешић) je prezime koje se pojavljuje kod Hrvata i kod Srba.

## Poznati ljudi
- Dušan Pešić (1955. – ), srpski nogometaš
- Ivan Pešić (1989. – ), hrvatski rukometni vratar
- Ivan Pešić, hrvatski nogometaš
- Marko Pešić (1976. – ), bivši njemački košarkaš
- Sandra Pešić (1962. – ), bivša hrvatska košarkašica
- Svetislav Pešić (1949. – ), bivši jugoslavenski košarkaš
- Vesna Pešić (1940. – ), srpska političarka
- Dragana Pešić-Belojević, srpska rukometašica